# I din närhet
I din närhet är en svensk psalm med text och musik skriven 1992 av musikern Elsa Rydin. Texten bygger på Psaltaren 51:13, 89:14, 139:7.

## Publicerad som
- Jubla i Herren som nummer 73.[1]
- Verbums psalmbokstillägg 2003 som nummer 757 under rubriken "Att leva av tro: Stillhet - meditation".[1]